# 호알락 하이테크 파크
호알락 하이테크 파크(Hoa Lac Hi-tech Park)는 베트남 하노이에 세워진 베트남 최대 규모의 총면적 15.86 km2 하이테크 파크(과학기술단지)이다. 하노이 수도 지역에 위치한 노이바이 국제공항(47km)과 130km 떨어진 하이퐁 심해항으로의 이동이 편리하다. 호알락 하이테크 파크는 20만 명이 넘는 사람들이 일하고, 생활하는 과학 도시의 모델로 개발될 예정이며 다음과 같이 구성된다.

## 기능 영역

### R&D Zone
R&D 구역은 소프트웨어 공원을 둘러싸고 있는 2.29 km2의 면적을 둘러싸고 있다. 이곳은 국가 기관, 첨단기술 개발 및 응용에 관한 연구실, 그리고 첨단 기술 분야에 대한 전문적인 훈련을 위한 장소다.

### 소프트웨어 파크
소프트웨어 파크는 총면적 76만 ㎡로 반도 지역에 위치하고 떤싸 호수(hồ Tân Xã)에 둘러싸여 있다. 이 공원은 소프트웨어 개발과 전자 상거래를 위한 것이다.
현재 이곳에는 FPT 소프트웨어와 비엣텔 소프트웨어 등 2개의 소프트웨어 회사가 위치해 있다. 이 회사는 베트남의 가장 큰 두 소프트웨어 회사들이다.
- 하이테크 산업 구역

하이테크 산업 구역은 5.5 km2의 면적이 있으며, 호알락 하이테크 공원 남쪽에 위치해 있다. 하이테크 제조 공장, 통관, 보세창고 등이 있는 곳이다.
- 교육 훈련 구역 (Education and Training Zone)

교육훈련구역은 21번 국도 도로 인근 첨단공원의 북쪽에 위치한 1.08km2의 면적을 가지고 있다. 양질의 노동력을 제공하기 위해 대학, 연수원, 직업학교 등이 있다.
- 중심 구역 (Central Area)

중심 구역은 소프트웨어 파크 근처에 위치한 50만 ㎡의 면적을 가지고 있다. 이곳은 사무실 건물, 회의장, 우체국, 호텔, 레스토랑과 같은 공공 서비스 시설이 위치해 있다.
- 서비스 구역 (Service Area)

서비스 구역은 875,000 ㎡의 면적을 가지고 있다. 이곳은 거래, 비즈니스, 슈퍼마켓, 식당, 호텔, 공중보건, 사람들의 복지를 포함하는 다기능 서비스로 하이테크 공원의 내외부 수요에 부응하고자 조성되었다.

## 한베 과학기술연구원(VKIST)
한베 과학기술연구원(VKIST) 설립 지원 사업은 2012년 3월 서울에서 열린 한-베트남 정상회담에서 응우옌떤중 당시 베트남 총리가 이명박 전 대통령에게 과학기술역량 전수를 위해 설립을 요청하면서 추진되기 시작했다. 베트남 정부에서 2020년까지 선진공업국 건설을 목표로, 과학기술 진흥 집중 전략 채택하면서 2012년 우리 정부에 한국의 과학기술 진흥을 통한 경제성장에 큰 역할을 한 KIST와 같은 과학기술연구소 설립을 정식으로 요청하면서 시작되었다.
VKIST는 완공 후 베트남의 국공립연구소로 등록되며, 원장은 베트남 과학기술부의 임명을 받는다. 초대 원장인 금동화 전 KIST 원장은 2017년 4월 10일 공식 임명됐다. 수도 하노이에 있는 과학기술부 청사의 장관실 옆 사무실을 내주는 등 차관급 대우를 받을 것으로 알려졌다.

2018년 3월 22일, 호알락 하이테크 파크에서 VKIST 설립지원 사업 착공식을 개최하였다. 이날 착공식에는 국빈 방문 중인 문재인 대통령과 유영민 과학기술정보통신부 장관과 이미경 KOICA 이사장, 이병권 KIST 원장과 더불어 베트남에서는 당 티 응옥 팅(Dang Thi Ngoc Thinh) 베트남 부주석, 쭈응옥 아인(Chu Ngoc Anh) 과학기술부 장관 등이 참석하여 착공식을 진행했다.
총 사업비는 7천만 달러이며, 한국과 베트남이 각각 3,500만 달러씩 부담하기로 한 수평적 공적개발원조의 성격을 가지고 있다. 문 대통령은 전날 베트남 인민일보와의 인터뷰에서 VKIST를 언급하며 "상생협력과 미래성장 협력이라는 두 가지 키워드를 모두 담고 있는 모범사례"라고 평가했다.

## 같이 보기
- 사이공 하이테크 파크
- 다낭 하이테크 파크